# ラ・リオハ州 (アルゼンチン)
ラ・リオハ州（ラ・リオハしゅう）は、アルゼンチンの州。人口は384,607人（2022年国勢調査）。州都はラ・リオハ。

## 隣接州
- カタマルカ州
- コルドバ州
- サンルイス州
- サンフアン州 (アルゼンチン)
- アタカマ州

## 下位行政区画
1. アラウコ・デパルタメント（英語版）
2. カピタル・デパルタメント (ラ・リオハ州)（英語版）
3. カストロ・バロス・デパルタメント（英語版）
4. チャミカル・デパルタメント（英語版）
5. チレシート・デパルタメント（英語版）
6. コロネル・フェリペ・バレーラ・デパルタメント（英語版）
7. ファマティーナ・デパルタメント（英語版）
8. ヘネラル・アンヘル・ビセンテ・ペニャローサ・デパルタメント（英語版）
9. ヘネラル・ベルグラーノ・デパルタメント (ラ・リオハ州)（英語版）
10. ヘネラル・フアン・ファクンド・キロガ・デパルタメント（英語版）
11. ヘネラル・ラマドリー・デパルタメント（英語版）
12. ヘネラル・オカンポ・デパルタメント（英語版）
13. ヘネラル・サン・マルティン・デパルタメント (ラ・リオハ州)（英語版）
14. インデペンデンシア・デパルタメント (ラ・リオハ州)（英語版）
15. ロサリオ・ベーラ・ペニャローサ・デパルタメント（英語版）
16. サン・ブラス・デ・ロス・サウセス・デパルタメント（英語版）
17. サナガスタ・デパルタメント（英語版）
18. ビンチーナ・デパルタメント（英語版）